# Farlowella azpelicuetae
Farlowella azpelicuetae es una especie de pez siluriforme de agua dulce de la familia de los loricáridos y del género Farlowella, cuyos integrantes son denominados comúnmente viejas de hocico, viejas palito, etc. Habita en ambientes subtropicales en el centro de Sudamérica.

## Taxonomía
Descripción original
Esta especie fue descrita originalmente en el año 2019 por los ictiólogos Guillermo Enrique Terán, Gustavo Adolfo Ballen Chaparro, Felipe Alonso, Gastón Aguilera y Juan Marcos Mirande.
Localidad tipo
La localidad tipo referida es: “río Bermejo (cuenca del Plata), en las coordenadas: 23°10′56″S 64°12′18″O / -23.18222, -64.20500, a una altitud de 300 msnm, Salta, Argentina”.
Holotipo
El ejemplar holotipo designado es el catalogado como: CI-FML 7277; se trata de un espécimen adulto el cual midió  142,3 mm de longitud estándar. Fue capturado por G. E. Terán, G. Aguilera, F. Alonso y J. M. Mirande el 26 de septiembre de 2015. Se encuentra depositado en la colección de ictiología de la Fundación Miguel Lillo (CI-FML), situada en la ciudad de San Miguel de Tucumán, capital de la provincia argentina de Tucumán.
Etimología
Etimológicamente, el término genérico Farlowella es un epónimo que refiere al apellido de la persona a quien fue dedicado, William Gilson Farlow, un botánico estadounidense de la Universidad de Harvard.
El epíteto específico genitivo azpelicuetae también es un epónimo matrónimo, que refiere al apellido de la doctora en biología María de las Mercedes Azpelicueta, en reconocimiento a sus importantes contribuciones a la ictiología, en especial, a la sistemática de peces argentinos, ya que además de describir numerosas especies, también fue esencial para la formación de nuevas generaciones de sistemáticos especializados en peces de agua dulce en Argentina.

## Relaciones filogenéticas y caracterización
Esta vieja del agua pertenece al “grupo de especies Farlowella nattereri”.
Farlowella azpelicuetae puede ser reconocida por la siguiente combinación de caracteres: rostro veteado, 5 hileras de placas laterales en el cuerpo, hocico relativamente corto (longitud hocico-boca menor al 50 % de la longitud de la cabeza), mancha en la aleta caudal en forma de media luna completa, y distancia predorsal corta (37,8 a 41,8 % de la longitud estándar).

## Distribución geográfica y hábitat
Hidrográficamente, Farlowella azpelicuetae es exclusiva de la cuenca superior del río Bermejo, un afluente del río Paraguay, perteneciente a la cuenca del Paraná, integrante a su vez de la cuenca del Plata; dicha hoya hidrográfica vuelca sus aguas en el océano Atlántico Sudoccidental por intermedio del Río de la Plata. Habita en el tramo del Bermejo en que, rodeado de selva pedemontana, ese curso fluvial deja los contrafuertes orientales de los Andes para pasar a discurrir por la planicie chaqueña. Esta vieja del agua fue encontrada en altitudes de entre 310 y 450 m s. n. m., en el canal principal de los ríos Bermejo y San Francisco, asociada a restos de troncos y ramas en las riberas. No pudo ser localizada en biotopos de los arroyos del área.
Ecorregionalmente, esta especie constituye un endemismo de la ecorregión de agua dulce Chaco.
Jurisdiccionalmente, este pez sola ha sido colectado en noroeste de la Argentina, específicamente en las provincias de Jujuy y Salta. Si bien hay continuidad ecológica de su hábitat en el extremo sur del departamento boliviano de Tarija, aún no ha sido localizada en dicho país, ni en la Argentina en los tramos fluviales fronterizos con Bolivia.

## Conservación
Los autores recomendaron que, según los lineamientos para discernir el estatus de conservación de los taxones —los que fueron estipulados por la organización internacional dedicada a la conservación de los recursos naturales Unión Internacional para la Conservación de la Naturaleza (IUCN)—, en la obra Lista Roja de Especies Amenazadas Farlowella azpelicuetae sea clasificada como una especie bajo “preocupación menor” (LC) dado que no se detectaron amenazas importantes en el área en la cual vive.